# Michel Le Lou
Pour les autres membres de la famille, voir Famille Le Loup de La Biliais.
Michel Le Lou, seigneur du Breil, de La Haye et de La Mercredière , fut maire de Nantes en 1573. 

## Biographie
Michel Le Lou est le fils de Jan Le Lou, sieur du Breil, marchand associé en société avec Simon Ruiz et Yvon Rocaz, échevin de la ville de Nantes, et de Jeanne Marbeuf. Marié à Françoise Rocas (fills d'Yvon) puis à Bonne de Troyes (veuve de Jean Jallier, seigneur de Ranzay), il est le père d'Yves Le Lou et de Pierre Le Lou de Beaulieu, ainsi que le beau-père de Maurice Boylesve, de Bernardin d'Espinose, de Victor Binet, d'Audart Hus et de Jean de Cornulier.
Il entre dans la municipalité nantaise comme échevin au cours du mandat de Pierre Cornulier, puis sous les mandats de Jean Morin et Guillaume Harouys, il devint sous-maire. Il fut élu maire en 1573, et refusa avec la municipalité précédente, de se livrer au massacre de protestants nantais à l'instar du massacre de la Saint-Barthélemy, comme le lui ordonnait Louis, duc de Montpensier,.
Il sera le premier représentant de la famille Le Loup à diriger la municipalité nantaise, puisque par la suite son fils Yves Le Lou sera également maire de Nantes.

## Municipalité
Sous-maire : 
- Jean-Paul Mahé

Échevins :
- Me Pierre Billy, Sr de la Grée (avocat) ;
- Bonaventure de Compludo, Sr de Livernière ;
- Adam, Sr de Tartifume ;
- Jean Quantin ;
- Gilles de Launay ;
- Bernard Desmonty (de Monti) ;
- Nicolas Fyot, Sr de la rivière ;
- Guillaume Le Bret, Sr de la Brandaisière.

Députés de Nantes aux États de Bretagne en 1572 à Vannes :
- Julien André ;
- Mathurin Michel ;
- Michel Loriot ;
- Raoul Texier.

Députés de Nantes aux États de Bretagne en 1572 à Nantes :
- Michel Le Loup (maire) ;
- Le Sr du Bertholet, (président).